# Erzwäsche (Titting)

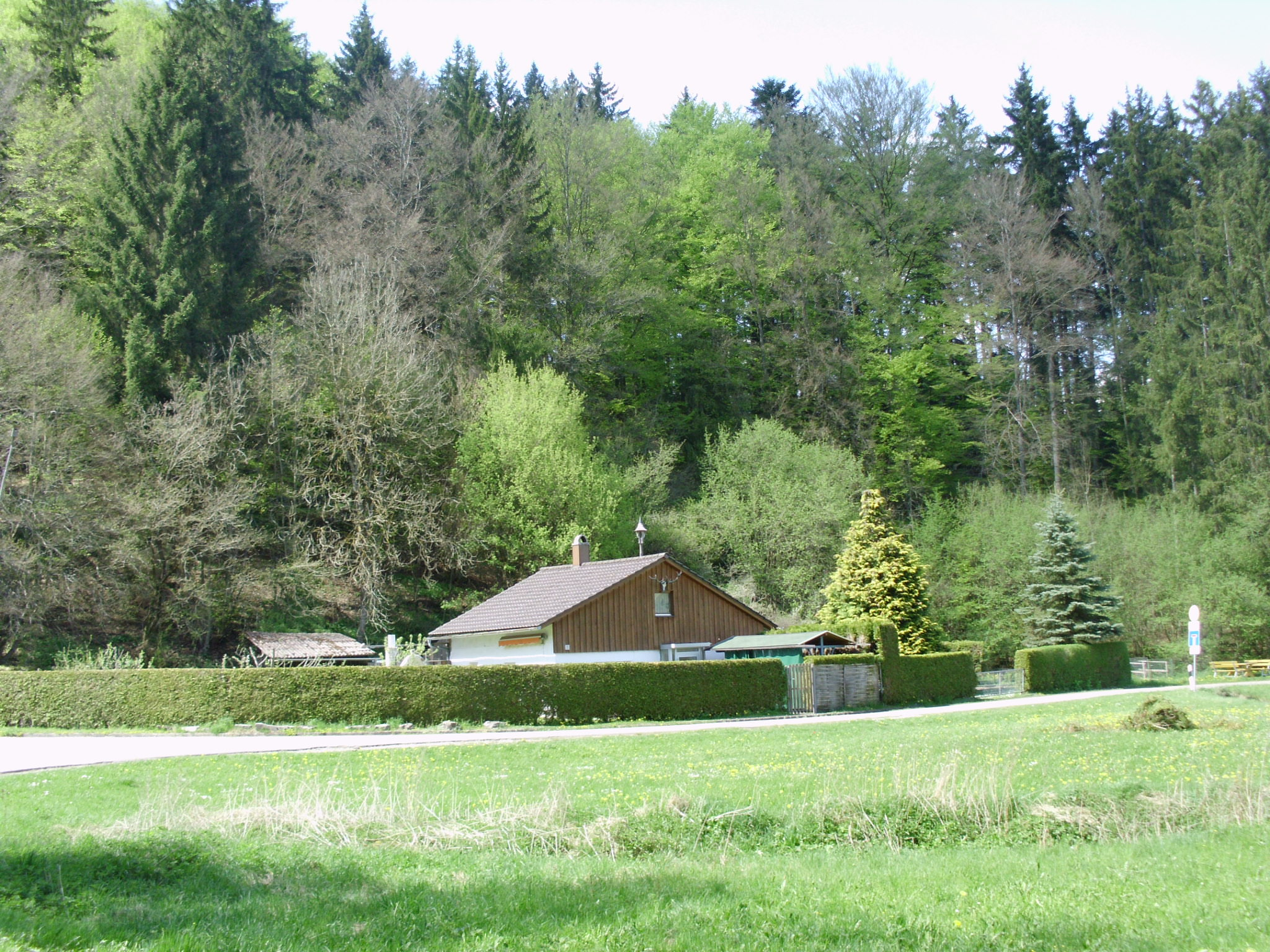
Ortsteil Erzwäsche

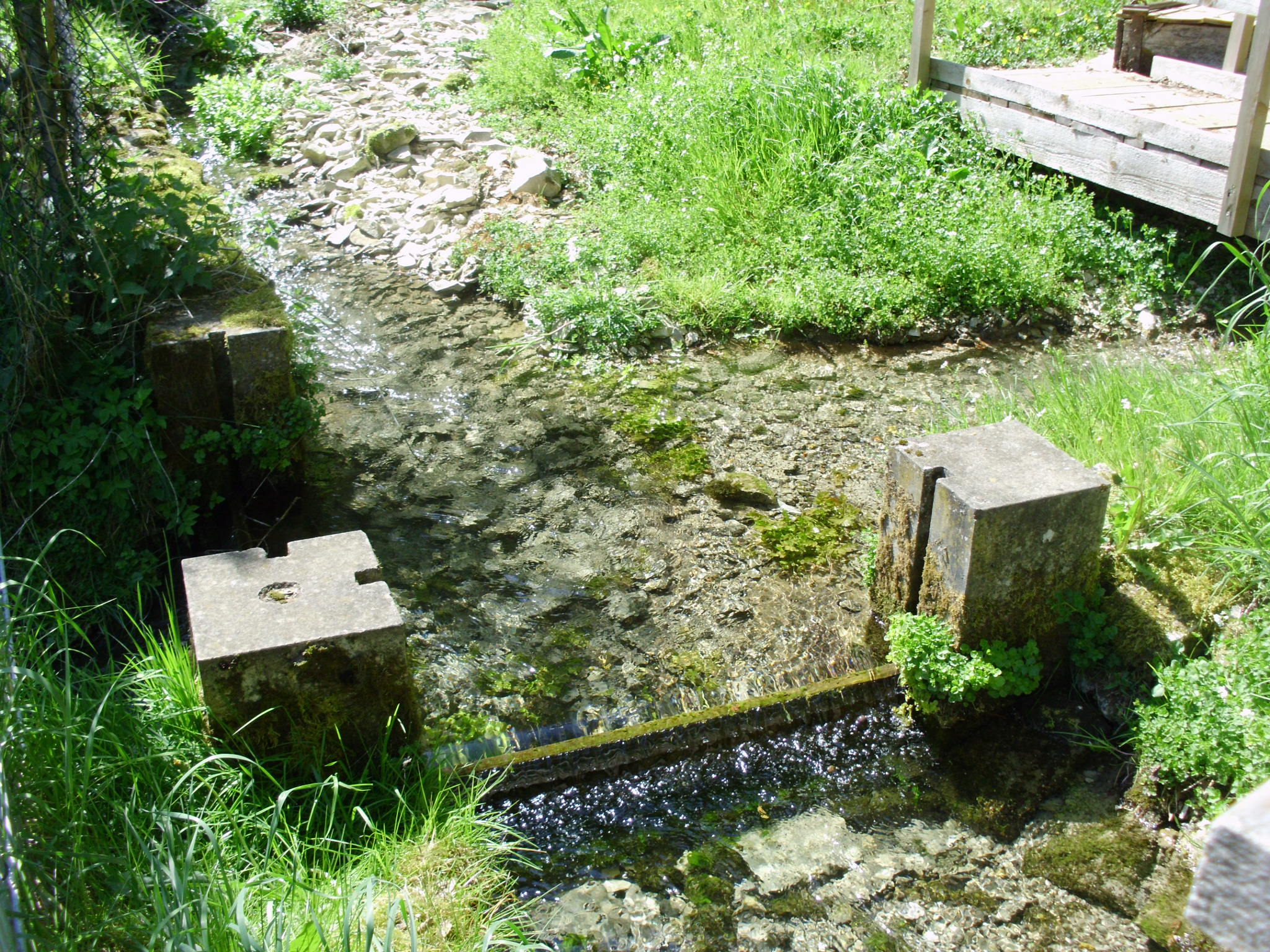
Am Erzwäschebach

Erzwäsche ist ein Gemeindeteil des Marktes Titting im oberbayerischen Landkreis Eichstätt in Bayern.

## Geografische Lage
Die frühere Erzwäsche liegt als Einöde im nordwestlichen Teil der Südlichen Frankenalb nordwestlich von Titting in einer Talbucht zwischen dem Pfleimberg (Kreuzberg) und der Geißloh am Erzwäschebach, der in nordöstlicher Richtung der Anlauter zufließt. Von Titting aus führt die Straße „Am Kreuzberg“ und von der nahen Tafelmühle ein weiterer Fahrweg zur Einöde.

## Geschichte
In der von mehreren, teil ergiebigen Quellen gespeisten Erzwäsche wurde das auf der Jurahochfläche in Gruben abgebaute Eisenerz oder das auf den Feldern abgesammelte Bohnerz von den Erzwäschern von Lehm und Erde befreit, sortiert und klassiert, bevor es zur Weiterverarbeitung nach Obereichstätt in das dortige fürstbischöflich-eichstättische Eisenverhüttungswerk gebracht wurde. Seit wann die Anlage genutzt wurde, ist ungewiss; in Betrieb war die Erzwäsche bis 1862, als der Hochofen in Obereichstätt stillgelegt wurde.
Mit Titting wurde die fürstbischöfliche Erzwäsche 1802 toskanisch und 1806 königlich-bayerisch. 1823 wurde das Wasser der Erzwäsche als „helles reines gesundes Wasser, welches hier zum Erzwaschen gebraucht wird“, beschrieben.
Heute besteht der Ortsteil Erzwäsche, wie schon 1823, aus einem Anwesen. 1925 wohnten in zwei Wohngebäuden der Erzwäsche zehn Personen, 1938 vier Personen. 1950 wurde das Anwesen von fünf Personen bewohnt, 1961 von drei Personen. 1970 wurden nur noch zwei Einwohner gezählt. Bei der Volkszählung 1987 war der Ort unbewohnt.